# Горган Явірницький
Го́рган Явірн́ицький — вершина у південно-східній частині Горган (Українські Карпати). Друга за висотою вершина хребта Явірник, на території Надвірнянського району Івано-Франківської області.

## Загальні відомості
Висота — 1431,6 м, перепад висоти у порівнянні з долиною Пруту — 600—700 м. Форма дахоподібна. Складається з пісковиків. Схили розчленовані притоками річок басейну Пруту (південний схил — притоками Женця, північний — Багровець, Жонка, Явірницький). У привершинній частині — кам'яні розсипища та осипища, далі — полонини і криволісся. Середня та нижня частина схилів вкрита мішаним і хвойним лісом.
Гора Горган—Явірницький є популярним пунктом у пішохідних маршрутах вихідного дня, на яку часто підіймаються туристи з Яремчі. З вершини видно сусідні гори і хребти: Хом'як (на півдні) і Довбушанка (на північному заході), хребет Синяк (на півдні).